# Псевдо-Маврикий
Псевдо-Маврикий — условное имя, под которым подразумевается неизвестный византийский историк, военный теоретик и писатель, живший в VI — начале VII века. Сведений о его личности почти не сохранилось, однако известно, что он жил в период правления византийского императора Маврикия (правил с 582 по 602 годы) и несколько позже. Псевдо-Маврикий считается предположительным автором обширного трактата о воинском искусстве «Стратегикон»; помимо самого трактата им были даны описания некоторых военных походов императора Маврикия.